# 203 aC
El 203 aC va ser un any del calendari romà prejulià. A la República i a l'Imperi Romà es coneixia com l'Any del Consolat de Cepió i Gemin (o també any 551 Ab urbe condita). L'ús del nom «203 aC» per referir-se a aquest any es remunta a l'alta edat mitjana, quan el sistema Anno Domini va ser el mètode de numeració dels anys més comú a Europa.

## Esdeveniments

### Antiga Roma
- Aquest any són elegits cònsols Gneu Servili Cepió i Gai Servili Gemin.[2]
- Servili Gemin obté Etrúria com a província i d'allí marxa a la Gàl·lia Cisalpina on casualment allibera al seu pare de la captivitat que durava ja 15 anys. Va ser tribú de la plebs i edil plebeu mentre el seu pare era viu, cosa que anava contra la llei, i es presenta una rogatio per alliberar-lo de les conseqüències (ne C. Servilio fraudi esset) ja que no sabia que el seu pare vivia.[3]
- Servili Cepió rep la província de Brútium, i és el darrer general que combat a Hanníbal a Itàlia, a la rodalia de Crotona. Quan Hanníbal abandona Itàlia, Cepió passa a Sicília amb la intenció de creuar a l'Àfrica, però el senat, que té por que Cepió no obeeixi les seves ordres, el fa tornar a Itàlia i nomena un dictador, Publi Sulpici Servi Galba Màxim per dirigir els comicis.[4]
- El pretor Publi Quintili Var i el procònsol Marc Corneli Ceteg derroten al general cartaginès Magó Barca, germà d'Hanníbal, en territori dels gals ínsubres, i l'obliguen a abandonar Itàlia.[5]

### Àfrica
- Hanníbal Barca, de tornada de la campanya d'Itàlia, desembarca a Leptis Minor (actual Lamta) abans de recuperar Hadrumetum i de lliurar la seva última batalla a Zama (202 aC) contra les tropes d'Escipió l'Africà.[6]
- Batalla d'Útica. Enfrontament dels exèrcits de Roma i els de l'Imperi Cartaginès durant la segona guerra Púnica. Gràcies a un atac per sorpresa, el general romà Publi Corneli Escipió Africà aconsegueix de destruir les forces cartagineses i als seus aliats númides amb una victòria que li dona un decisiu avantatge, a més de traslladar el front de la guerra a la mateixa Àfrica.[7]
- Publi Corneli Escipió, després de la batalla, abandona el seu campament a Útica i s'enfronta a Hasdrúbal i a Sifax en la batalla de les grans planes. Hasdrúbal i Sifax han aconseguit escapar dels campaments que Escipió i el seu aliat Masinissa I destrueixen, i fugen amb un petit nombre de soldats. Es troben amb un contingent de 4.000 mercenaris celtibers provinents del sud d'Hispània i decideixen enfrontar-se als romans. Forcen noves lleves tant a Cartago com a Numídia i aviat Hasdrúbal i Sifax reuneixen un exèrcit de 30.000 homes. L'enfrontament porta a la derrota l'exèrcit cartaginès.[8]
- Batalla de Cirta. Després de la victòria romana a la Batalla de les grans planes, Gai Leli i Masinissa I persegueixen Sifax fins a la ciutat de Cirta, on el númida havia reunit forces de refresc. A les portes de la ciutat, Sifax organitza les tropes seguint el model romà, però encara que té suficients soldats, els seus homes són massa joves i sense experiència. Durant l'enfrontament, Sifax cau presoner, i la ciutat es rendeix al veure'l carregat de cadenes.[9][10]

### Vietnam
- Començament del regne de Nanyue a Vietnam, governat per monarques xinesos. L'estableix Zhao Tuo, llavors comandant de Nanhai de l'Imperi Qin després del col·lapse de la dinastia Qin. Estava format per les comandàncies de Nanhai, Guilin i Xiang.[11]

## Necrològiques
- Sofonisba, reina de Numídia. Masinissa, el seu marit, davant de la insistència d'Escipió perquè li lliurés a la seva dona, li va proporcionar una dosi de verí per evitar la humiliació de la captivitat. Sofonisba es va prendre el verí sense dubtar i va morir.[12]
- Quint Fabi Màxim Berrugós, polític i militar romà.[13]